# Great Central Road

Carte du tracé de la Great Central Road

La Great Central Road est une route le plus souvent non goudronnée de l'outback australien qui relie sur 1 126 km Laverton, en Australie-Occidentale à Yulara, dans le Territoire du Nord (près d'Uluru/Ayres Rock). 
Bien que toujours recommandée uniquement aux véhicules à quatre roues motrices, la route est désormais considérée comme ayant un niveau approprié aux véhicules à deux roues motrices et aux caravanes. C'est la route la plus directe de Perth à Uluru, et le nombre de véhicules empruntant la piste est d'environ 10 000 par an. 
Lorsque les véhicules venant du Territoire du Nord arrivent à une vingtaine de kilomètres de Laverton, tous les véhicules doivent s'arrêter et éliminer tous les produits à risques qui sont indiqués sur l'affiche, comme les fruits frais, les légumes, le miel, les semences, etc. Cette zone a de temps à autre un inspecteur d'automobiles et il y a un risque d'amende si on est arrêté en possession de ces produits dans le véhicule. 
Il y a des stations d'essence aux endroits suivants le long de la route (les distances sont comptées à partir de Laverton): Cosmo Newberry (85 km), Tjukayirla Roadhouse (300 km), Warburton (560 km), Warakurna Roadhouse (786 km), Docker River (890 km) et enfin Yulara (1 126 km). 
Il est recommandé d'avoir du matériel de secours et de communication avec soi. L'itinéraire passe également dans les réserves autochtones et il est obligatoire pour les voyageurs de détenir un permis valide de transport.

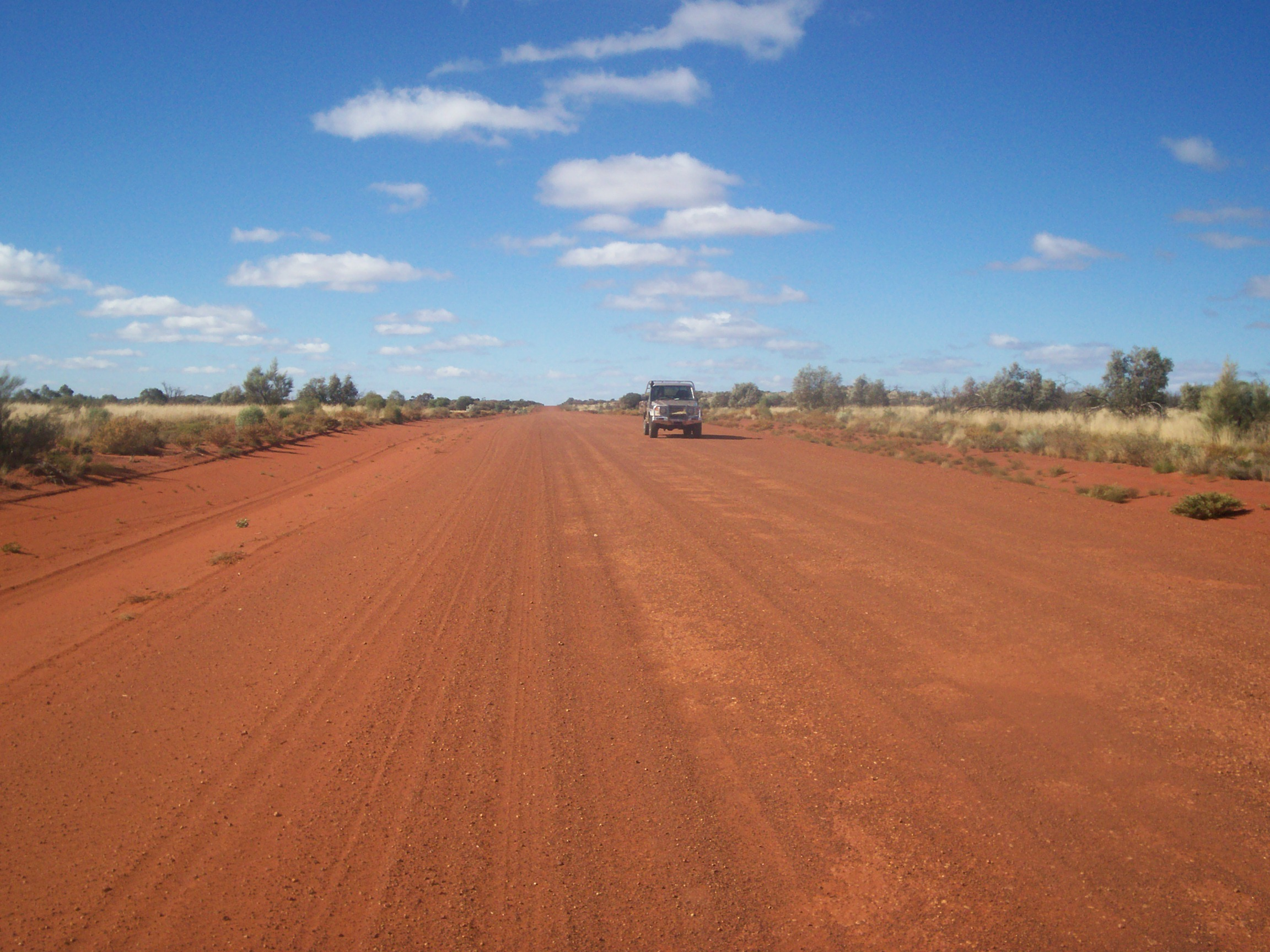
La Great Central Road